# Eduardo Cuevas
Eduardo Cuevas (nascido em 20 de junho de 1951) é um ex-ciclista chileno que participou de dois eventos nos Jogos Olímpicos de Los Angeles 1984.